# AcroBats
AcroBats株式会社とは、アスリートマネジメントやセカンドキャリアサポートなどを担う企業。2019年8月1日設立。

## 所属タレント
- 新垣渚
- 攝津正
- 入来祐作
- 帆足和幸
- 馬原孝浩
- 森脇浩司
- 山内孝徳
- 若菜嘉晴
- 藤原満
- 浜名千広
- 西村龍次
- 塚田正義
- 島田誠
- 杉本正
- 城所龍磨
- 加藤伸一
- 岸川勝也
- 江尻慎太郎